# کریستین کوپر
کریستین کوپر (انگلیسی: Christin Cooper؛ زادهٔ ۸ اکتبر ۱۹۵۹) اسکی‌باز آلپاین اهل ایالات متحده آمریکا است.